# Paloue guianensis
Espèce
Classification phylogénétique
Synonymes
Selon GBIF (29 août 2024)
- Brownea pauciflora Willd.
- Ginannia gujanensis J.F.Gmel.

Paloue guianensis est une espèce de plantes à fleurs de la famille des Fabaceae. C'est arbuste originaire d'Amérique du Sud.

## Description
Paloue guianensis est un petit arbuste ou arbre jusqu'à 10 m de haut, avec des rameaux gris/brun, glabrescents. 
Les stipules sont caduques, linéaires ou en forme de lanières. 
Les feuilles sont simples, alternes, entières, lame lancéolée-oblongue, mesurant 10-16 × 2,5-6 cm, à apex acuminé, base aiguë à arrondie à auriculée, généralement avec des glandes cratériformes paires à la base du limbe mais parfois celles-ci ne sont pas présentes, lame coriace, glabre.
Les pétioles sont longs de 3-5 (8) mm. 
Les inflorescences sont des racèmes glabres, terminaux ou axillaires, longs de 11-14 cm.
Les bractées sont orbiculaires, longues de 1 cm, persistantes ou caduques.
Les bractéoles sont connées, longues de 6-10 cm, bilobées, arrondies, persistantes.
Les pédicelles sont longs de 6-8 mm. 
Les fleurs ont un hypanthium long de 1,5-2 cm y compris le stipe.
Les sépales sont rouge foncé, mesurant 15-20 × 7 mm, arrondis à l'apex, réfléchis.
Les 5 pétales sont rouges, avec trois pétales supérieurs presque égaux, spatulés, mesurant 20-30 × 7 mm, ou les deux pétales latéraux beaucoup plus petits, et les deux pétales inférieurs filiformes, 2-3 mm de long, marges glabres.
Les étamines 9, rouges, filets longs de 4-6 cm, connétrés également pour former un tube, peu de pilosités longues, avec des anthères linéaires-oblongues, glabres à peu de pilosités, longs de 3-5 mm.
L'ovaire est long de 1 cm, glabre à tomenteux, stipitate, le style long de 3-6 cm, stigmate capitonné. 
Le fruit est une gousse mesurant 20-23 × 3-5 cm, oblongue, stipe, veinée transversalement, acuminée, tomenteuse rouge-brun, contenant environ 4-8 graines.
Selon d'autres sources, les pédicelles sont longs de 0,4 cm, et  jusqu'à 0,6 cm dans le fruit. Les bractéoles sont connées et persistantes ou libres et caduques, longues de 1,5 cm. Les fleurs sont rouges. Les sépales sont longs de 1,5-2 cm dans le fruit (s'ils sont persistants). La gousse est subfalcaire, jusqu'à~ 22 x 4,5 x 0,3-1 cm, ferrugineuse-tomentose (surtout sur les sutures et les nervures), avec des nervures transversales, le stipe long de 2,5(–3) cm, pour 0,2-0,3 cm d'épaisseur, la base arrondie à tronquée, l'apex obliquement acuminé sur 1,5 cm. On compte environ 5 graines, elliptiques, jusqu'à 2,3 × 1,6 × 0,7 cm, nervurées.
En 1952, Lemée en propose la description suivante de Paloue guianensis :

« P. guianensis Aubl. Arbrisseau ou petit arbre ; feuilles de 0,10-0,16 sur 0,02-0,06, ovales-oblongues coriaces glabres ; grappes glabres, bractéoles connées et persistantes ou libres et caduques ; fleurs rouges, les 3 pétales supérieurs subégaux ou non, les 2 inférieurs filiformes, filets poilus sublibres, ovaire tomenteux ; gousse d'environ 0,22. sur 0,04-0,05, tomenteuse-brunâtre oblongue acuminée. - Maroni. »

— Albert Lemée, 19523.

## Répartition
On rencontre Paloue guianensis au Guyana, au Suriname, en  Guyane et au Brésil (Amapá, Pará).

## Écologie
Paloue guianensis fleurit d'octobre à avril, et fructifie tout au long de l'année. Cet arbuste ou arbre peu commun croît dans les forêts riveraines des Guyanes.

## Protologue
En 1775, le botaniste Aublet a décrit Protium heptaphyllum sous le nom de Icica heptaphylla, et en a proposé le protologue suivant : 

« PALOUE (Guianenſis). (TABULA 141.)
Frutex quindecim-pedalis, ramoſus ; ramis & ramulis alternis, rectis & declinatis. Folia alterna, integerrima, ovato-oblonga, acuta, glabra, viridia, ſubſeſſilia. Stipulæ binæ, minutæ, ad baſim petiolorum. Flores terminales, tres quatuorve pedunculo inſidentes, squamulis tribus, quatuor aut quinque munito.
Florebat Februario in ſylvis prope prardium Sancti-Regis ; fructum ferebat Maio circa amnem Galibienſem.
Nomem Caribæum PALOUÉ. 

LE PALOUÉ de la Guiane. (PLANCHE 141.)
Cet arbrisseau a environ quinze pieds & hauteur ; il eſt garni de branches a mi ou deux pieds au deſſus de terre, les unes ſont droites & d'autres inclinées : elles donnent naiſſance a pluſieurs petits rameaux garnis de feuilles alternes, entières, liſſes, vertes, ovales & terminées en pointe. Elles ſont preſque ſeſſiles, & ont a leur attache deux petites stipules. Les plus grandes feuilles ont ſix pouces de longueur, ſur deux & demi de largeur. 
Les fleurs naiſſent a l'extrémité de rameaux, ramaſſées trois ou quatre enſemble, portées ſur un petit pédoncule garni de quatre ou cinq écailles molles, vertes. 
Le calice eſt emboëté dans un godet, diviſé à ſon ſommet en deux lobes aigus. Ce calice eſt d'une ſeule pièce en forme de coupe oblongue, dont le bord eſt partagé en quatre ou cinq lobes verts, larges, longs, concaves & obtus ; un des lobes eſt toujours plus grand & plus large. 
La corolle eſt à trois pétales rouges, droits, franges & attaches au bas du grand lobe du calice, ſous un diſque rouge qui couronne l'orifice du calice. 
Les étamines ſont au nombre de neuf, rangées & attachées ſur un diſque autour de l'orifice du calice. Leurs filets ſont très longs & rouges, plies en différents ſens -, ils portent chacun une longue & groſſe anthère violette, à laquelle ils s'uniſſent à ſa partie moyenne. 
Le piſtil eſt un ovaire comprimé, oblong, porte ſur un pivot qui s'élève du fond du calice. Ce pivot eſt garni d'un côte, d'un large feuillet membraneux. L'ovaire eſt ſurmonté d'un style très - long, onde, termine par un stigmate obtus. 
L'ovaire devient une gousse rouſſâtre, longue, étroite, comprimée, qui s'ouvre dans toute ſa longueur en deux coſſes-, elle renferme ſix à ſept graines applaties 3 ovales, de couleur rouſſe. 
Cet arbriſſeau eſt nommé PALOUÉ par les Galibis. 
Je l'ai trouvé dans les forêts de la Guiane près de l'habitation connue ſous le nom de Saint-Régis. 
Il étoit en fleur au mois de Février, & en fruit au mois de Mai dans les forêts qui ſont voiſines de la crique des Galibis. »

— Fusée-Aublet, 1775.